# أسيتيل سداسي الببتيد-3
أسيتيل سداسي الببتيد-3 أو أسيتيل سداسي الببتيد-8 (تختلف المصادر) هو مُكون صناعي مضاد للتجاعيد يُستخدم في مستحضرات التجميل. وهو ببتيد مشتق من SNAP-25، وهي ركيزة من ذيفان السجقية (البوتوكس). يسوق معمل أبحاث ليبوتيك، ومقره برشلونة، أسيتيل سداسي الببتيد-8 تحت اسم أرجايرلاين.

## نظرة عامة والاستخدامات الشائعة
يُستخدم أسيتيل سداسي الببتيد-3 لمحاولة تقليل وضوح مظهر علامات التقدم في العمر عن طريق تخفيف التجاعيد والخطوط العميقة التي تنشأ حول الجبهة والعينين.

## السلامة
خلصت دراسة أجريت في 2012 إلى أنه لا توجد لهذه المادة آثار سلبية ملحوظة. تأخرت عودة ظهور الأعراض التي يُعالج منها المرضى الذين يتلقون حقن ذيفان السجقية عندما استخدموا أسيتيل سداسي الببتيد-8 يوميًا.